# 暗黑街
暗黑街（暗黒街）是一部於1956年的日本黑幫電影，本片由三船敏郎、鶴田浩二主演，此部為山本嘉次郎導演的，其後岡本喜八和福田純又為暗黑街製作了其他5部系列作品，電影總共6集才讓故事予已結束。

## 演員
- 鶴田浩二
- 青山京子
- 三船敏郎
- 小泉博
- 根岸明美
- 志村喬
- 宮口精二
- 恩田清二郎
- 堺左千夫
- 大村千吉
- 山田巳之助
- 向井淳一郎
- 廣瀨正一